# Řídeč
Obec Řídeč (německy Rietsch) se nachází v okrese Olomouc v Olomouckém kraji. Leží v lesnatém podhůří Nízkého Jeseníku, východně od Komárova a asi 5 km severozápadně od Šternberka, protéká jí Zlatý potok. Žije zde 184 obyvatel.

## Název
Nejstarší doklad z roku 1295 je německý (Rietschz), nicméně výchozí české Řídeč bylo odvozeno od osobního jména Řídek, jehož starší tvar Řiedek byl domáckou podobou jména Ředivoj nebo Ředihost. Význam místního jména byl „Řídkův majetek“. Z nepřímých pádů (např. Řídče) vznikl hovorový první pád Říč, který se stal základem německé podoby jména. Vlivem německého jména se v češtině v 19. století užívaly i tvary Rydeč a Rýdeč.

## Historie
První písemná zmínka o obci pochází z roku 1295, vznikla na šternberském panství jako hornická osada kvůli těžbě železné rudy. Původně česká ves, od roku 1850 samostatná obec, se koncem 17. století poněmčila a po roce 1938 se stala součástí Sudet. Po roce 1945 byli původní obyvatelé vysídleni. V letech 1961–1979 byla stejně jako sousední Komárov součástí obce Mladějovice, poté spolu s ní zase součástí Šternberka. Osamostatnila se k 1. lednu 1994.
Narodil se tu a působil zemědělec a politik Alois Rieger (1869–1951), na počátku 20. století poslanec Moravského zemského sněmu a Říšské rady.
| Rok      | 1869 | 1880 | 1890 | 1900 | 1910 | 1921 | 1930 |
| -------- | ---- | ---- | ---- | ---- | ---- | ---- | ---- |
| Obyvatel | 320  | 262  | 269  | 256  | 244  | 255  | 263  |
| Domů     | 43   | 43   | 43   | 44   | 47   | 46   | 51   |
| Rok      | 1950 | 1961 | 1970 | 1980 | 1991 | 2001 | 2011 |
| Obyvatel | 192  | 208  | 224  | 179  | 141  | 161  | 177  |
| Domů     | 51   | 45   | 53   | 43   | 50   | 60   | 72   |

1. ↑  Z toho 259 osob národnosti německé, 2 československé a 2 ostatních.[11]

## Pamětihodnosti
- památník obětem válek
- socha anděla
- kamenný kříž z roku 1888
- severně od obce myslivna s památným stromem a tzv. Oltářním kamenem

## Galerie

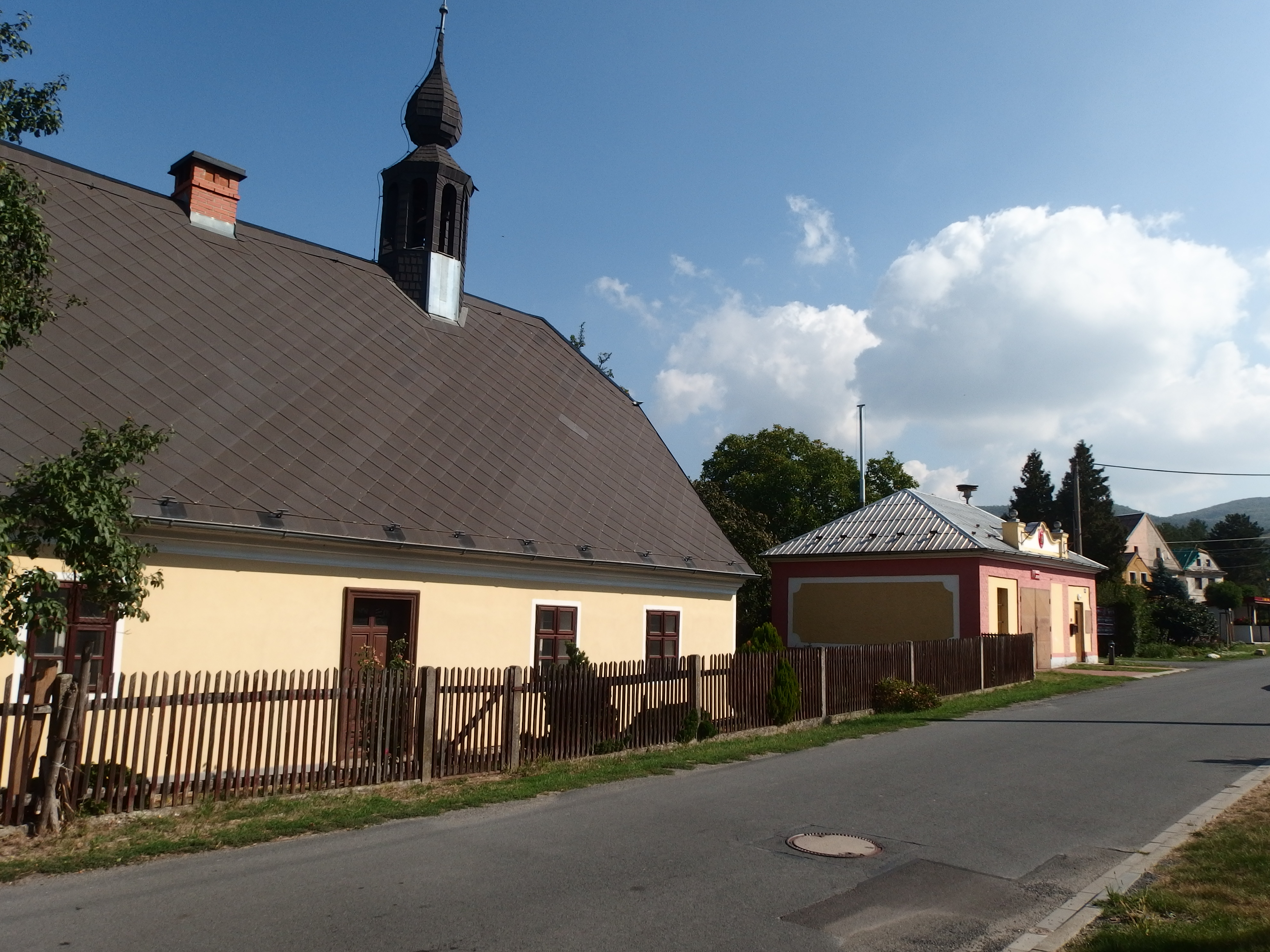
Hlavní ulice se zvonicí a hasičskou zbrojnicí
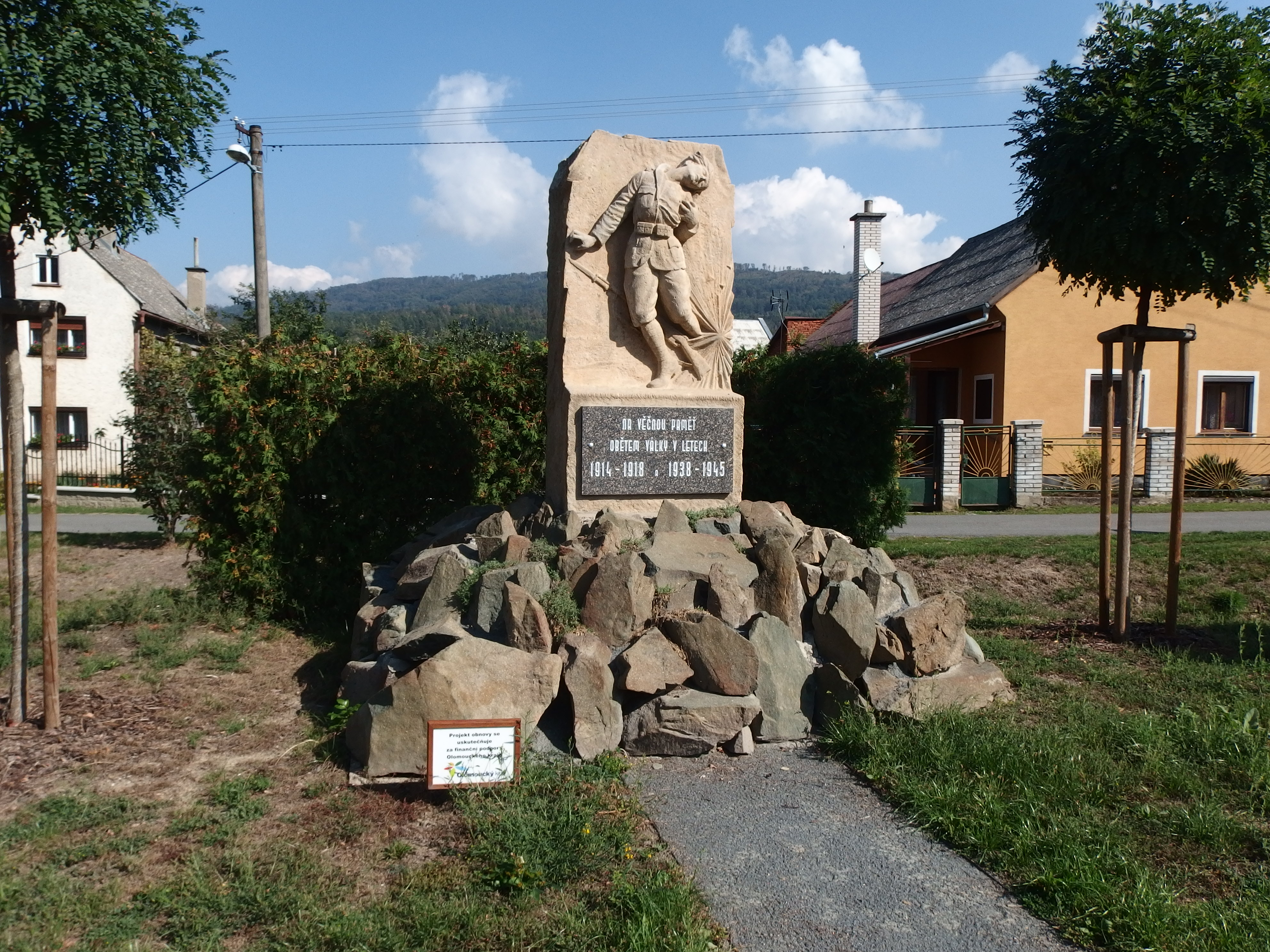
Pomník obětem světových válek
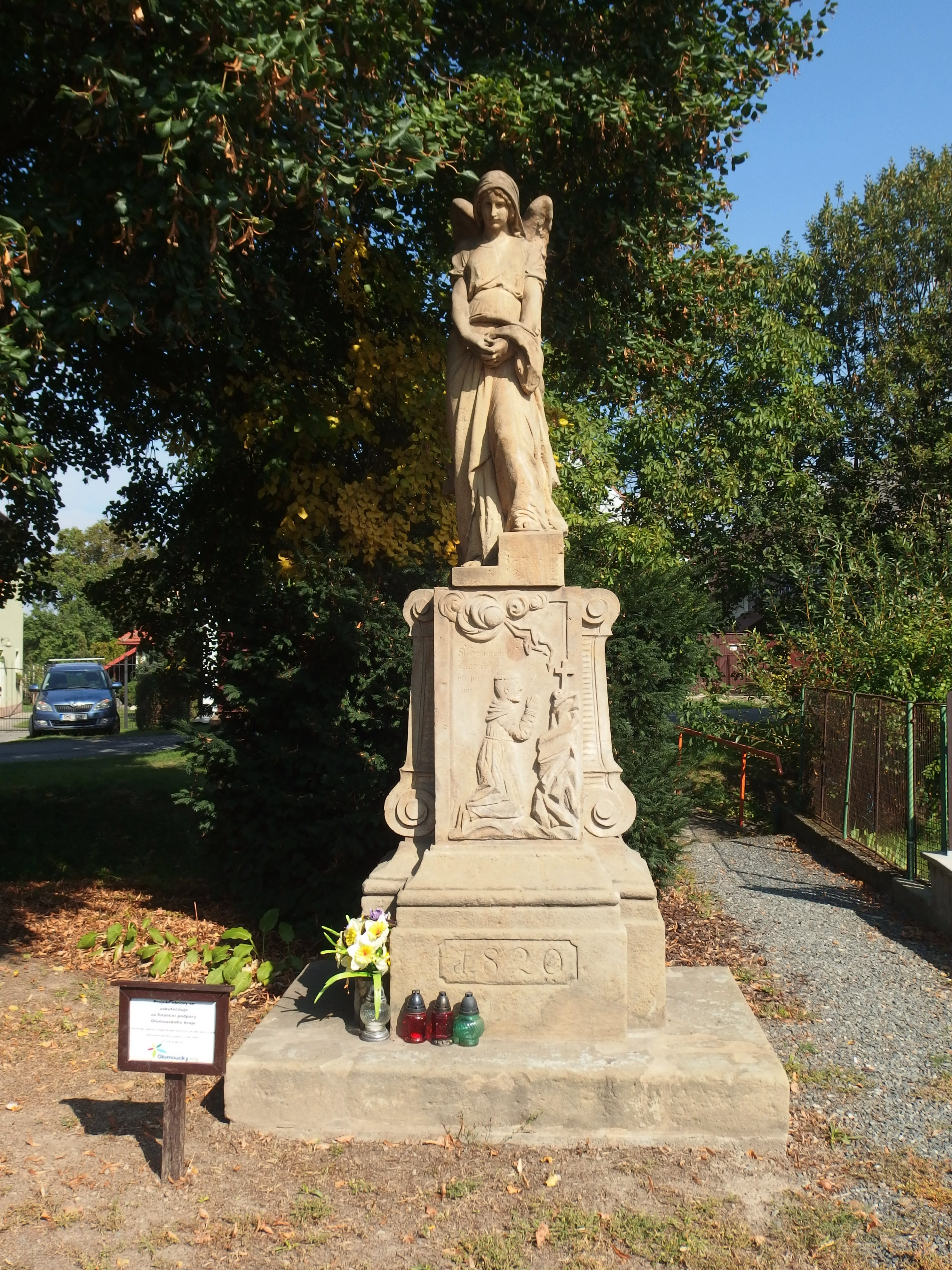
Socha anděla, datovaná 1820
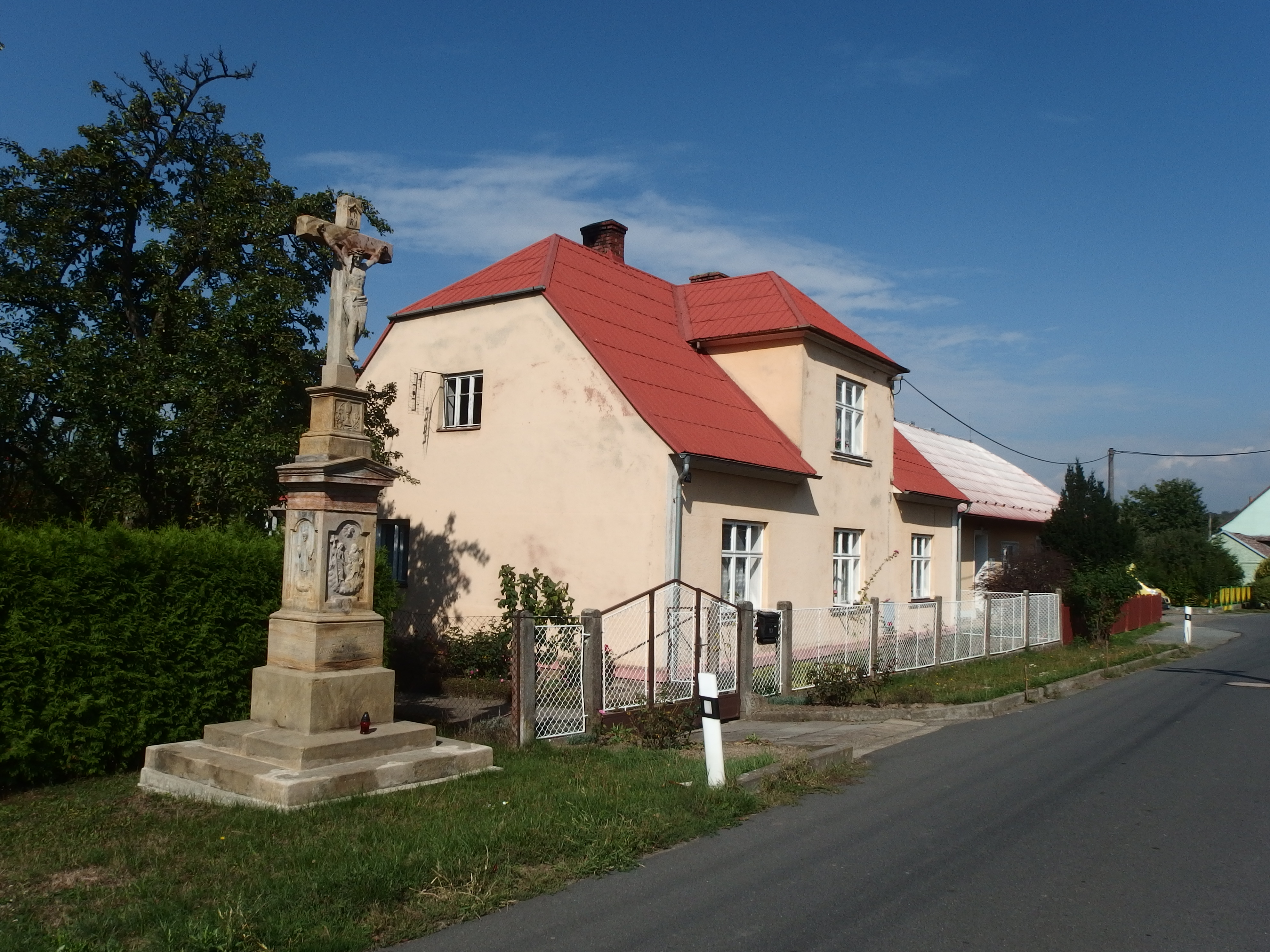
Kříž z roku 1888
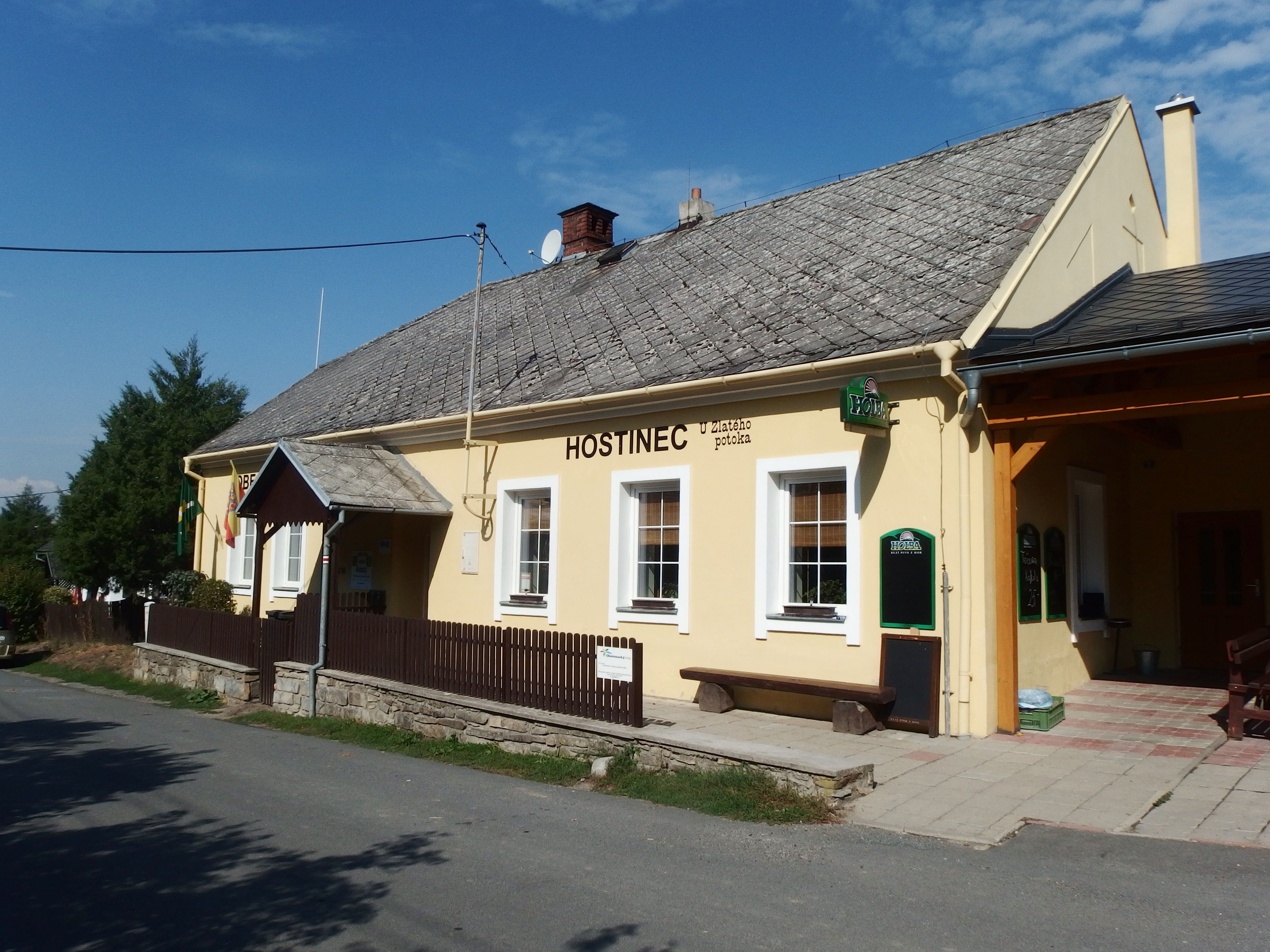
Obecní úřad a hostinec U Zlatého potoka